# Cerro Azul (Veracruz)
Cerro Azul é uma cidade e um município do estado de Veracruz, no México. Localizado na região do estado conhecida como Baja Huasteca. No Censo INEGI 2005, a cidade registrou um total de 23.573 habitantes.